# Derne
Derne ist der statistische Bezirk 21 und zugleich ein nordöstlicher Stadtteil der kreisfreien Großstadt Dortmund. Am 31. Dezember 2024 lebten 6.950 Einwohner in dem zum Stadtbezirk Scharnhorst gehörenden Stadtteil.

## Geographie
Der Ort liegt etwa sieben Kilometer nordöstlich der Dortmunder Innenstadt und vier Kilometer südlich des Stadtkerns der an Derne angrenzenden Stadt Lünen. Geographisch grenzt sich die Derner Wohnbebauung klar von seinen Nachbarstadtteilen ab. Nördlich des Siedlungsbereichs verläuft die Bundesautobahn 2, die hier einen Teil des Dortmunder Autobahnrings darstellt und heute die Grenze zwischen Dortmund und Lünen bildet.
Derne wurde stark durch den Bergbau geprägt. Besonders der größere östliche Teil des Ortes, in welchem auch das Derner Geschäftszentrum liegt, ist in weiten Teilen durch Zechenhaussiedlungen sowie kleinere Mehrfamiliensiedlungen geprägt. Am nördlichen Ortsrand befindet sich die Woldemey-Siedlung mit bis zu 12-stöckigen Wohnhochhäusern. In jüngerer Zeit wurden in Derne viele Baulücken größtenteils durch Doppel- und Reihenhausbebauung geschlossen.
Im kleineren westlichen Teil des Ortes (Altenderne) befinden sich überwiegend Ein- und Zweifamilienhäuser. Hier existieren auch noch vereinzelt Fachwerkhäuser.

## Geschichte
Der Ort hieß ursprünglich Altenderne-Oberbecker. Am 22. November 1922 wurden die bis dahin selbstständigen Gemeinden Altenderne-Niederbecker und Hostedde in die Gemeinde Altenderne-Oberbecker eingegliedert, deren Name bereits am 27. Oktober 1923 in Derne geändert wurde.
Am 1. April 1928 wurde der Ort in die Stadt Dortmund eingemeindet. Teile der Gemeinde fielen jedoch an Lünen: Der heutige Süden von Gahmen gehörte früher zu Niederbecker, und ein Teil von Oberbecker ist in Lünen-Süd aufgegangen.
Die ersten Bohrungen begannen 1873 beim Abteufen des ersten Schachtes der Zeche Gneisenau.
1886 wurde die erste Kohle gefördert. 1985 wurde die Zeche stillgelegt, ca. 5000 Arbeitsplätze wurden auf andere Zechen umgelegt oder gestrichen.
Von dieser Schachtanlage wurden das Fördergerüst II, der Schacht von 1883, der Schacht IV von 1934 und die Maschinenhallen unter Denkmalschutz gestellt. Aus der Zeit des prosperierenden Bergbaus sind einige typische Siedlungen, wie die Müsersiedlung, erhalten. Zurzeit wird die Zechenbrache für die Ansiedlung von Handel, Handwerk und Verkehrslogistik aufgearbeitet.
Am 1. Juli 1950 kam es zu einem Gebietsaustausch zwischen den Städten Dortmund und Lünen. Im Bereich Derne wurde die Autobahn als neue Grenze festgelegt. Derne verlor etwa 7,63 Hektar an Lünen. Dem stand ein Gewinn von weniger als einem Hektar westlich der Bahnstrecke Dortmund–Gronau gegenüber.
Heute gibt es in Derne drei Kirchengemeinden: die katholische Kirchengemeinde, die Evangelische Kirchengemeinde und die Neuapostolische Kirchengemeinde. Die nichtchristliche Religionsgemeinschaft mit den meisten Anhängern in Derne ist der Islam.
Über den Bahnhof Dortmund-Derne ist der Stadtteil an das Netz der Bahn angeschlossen.

## Bevölkerung
Struktur der Derner Bevölkerung:
- Bevölkerungsanteil der unter 18-Jährigen: 20,4 % [Dortmunder Durchschnitt: 16,2 % (2018)][3]
- Bevölkerungsanteil der mindestens 65-Jährigen: 18,8 % [Dortmunder Durchschnitt: 20,2 % (2018)][4]
- Ausländeranteil: 27,3 % [Dortmunder Durchschnitt: 22,3 % (2024)][5]
- Arbeitslosenquote: 12,5 % [Dortmunder Durchschnitt: 11,0 % (2017)][6]

Das durchschnittliche Einkommen in Derne liegt etwa 25 % unter dem Dortmunder Durchschnitt. Im Westen Dernes (Altenderne) liegt das Einkommen etwa 10 % unter dem Dortmunder Durchschnitt.

### Bevölkerungsentwicklung
| Jahr      | 1987 | 2003 | 2008 | 2013 | 2016 | 2018 | 2020 | 2022 | 2024 |
| --------- | ---- | ---- | ---- | ---- | ---- | ---- | ---- | ---- | ---- |
| Einwohner | 6632 | 6492 | 6291 | 6164 | 6545 | 6700 | 6817 | 6901 | 6950 |

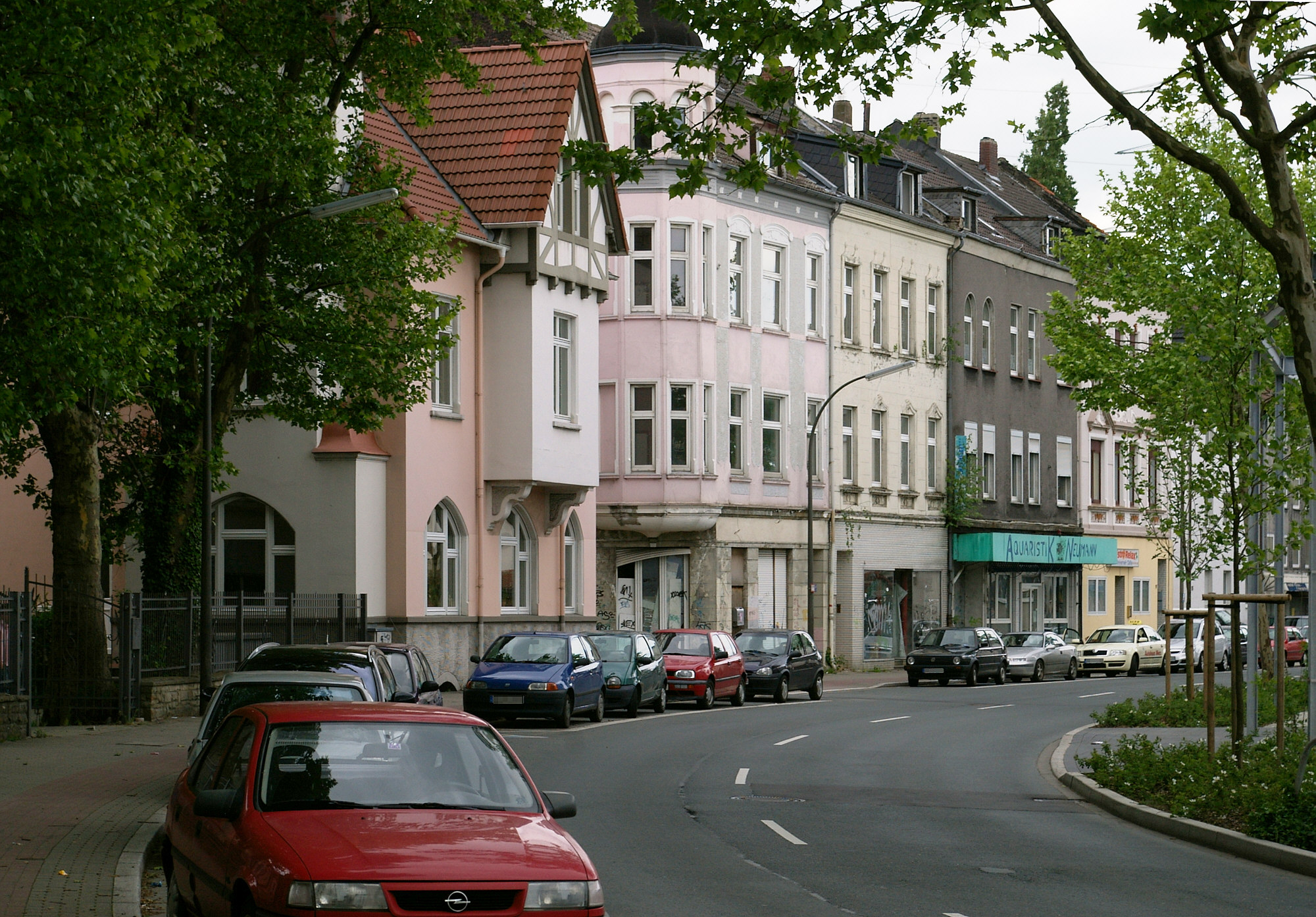
Altenderner Straße
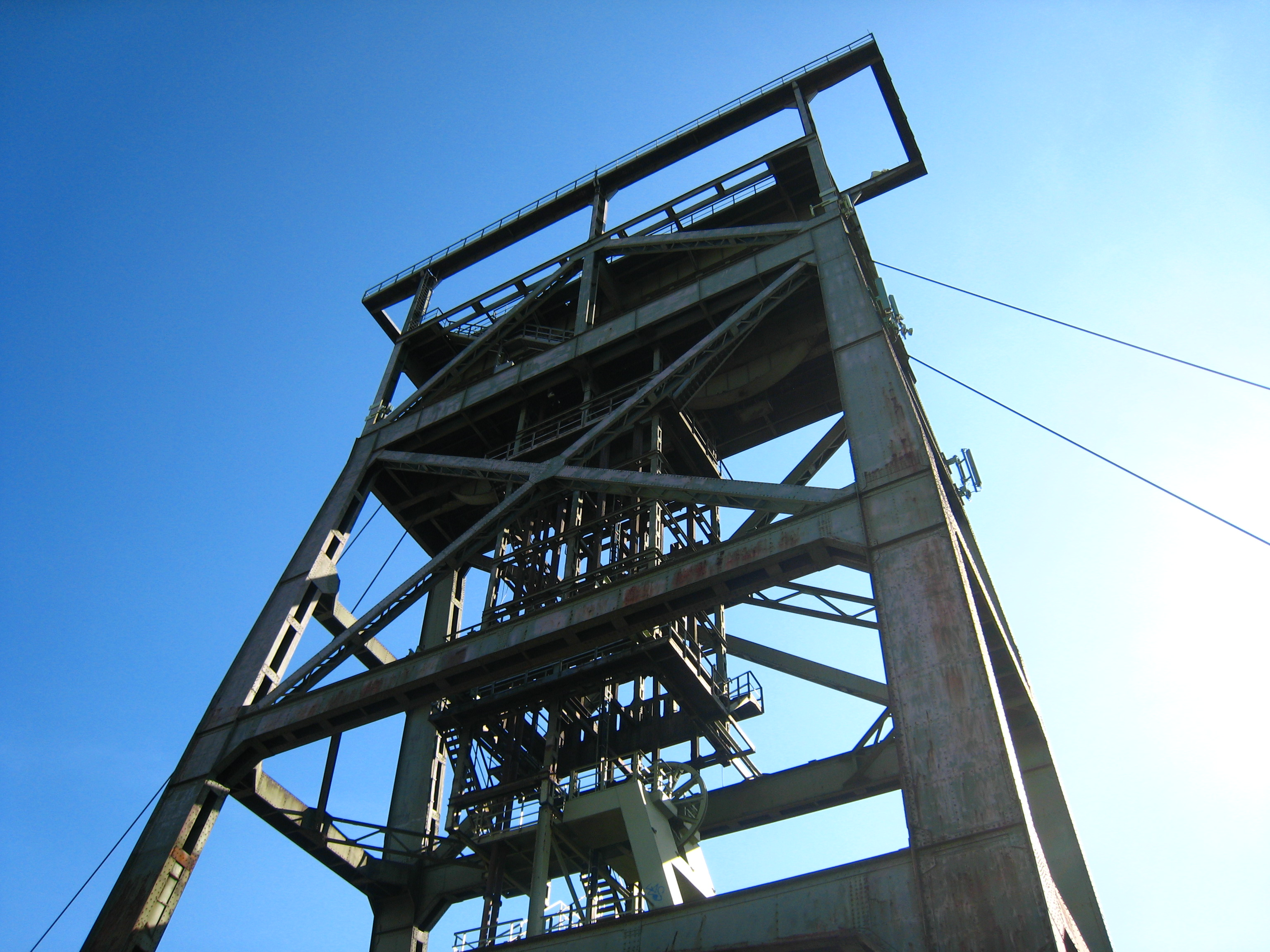
Doppelbock-Fördergerüst der Zeche Gneisenau
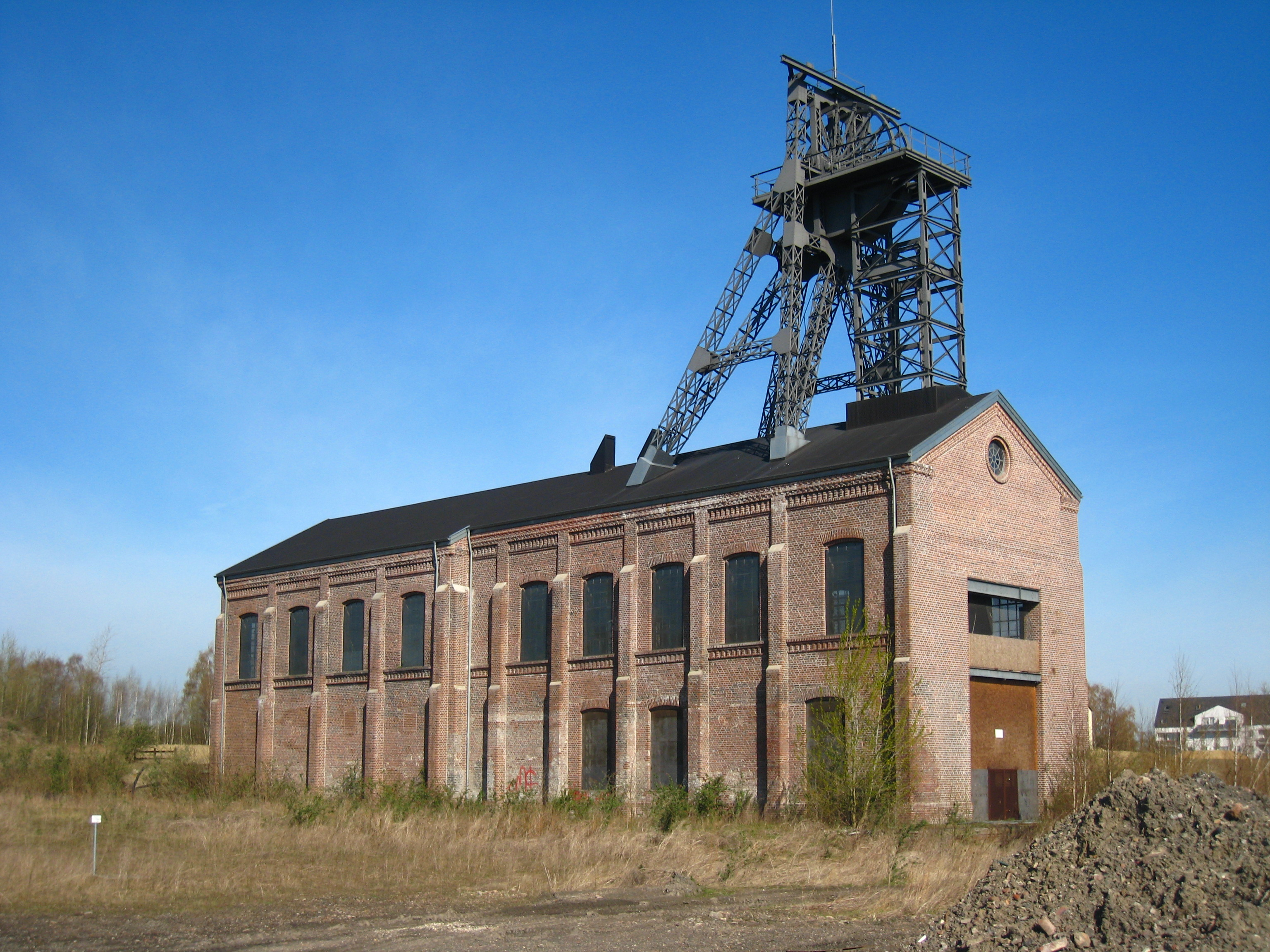
Tomsonbock Zeche Gneisenau
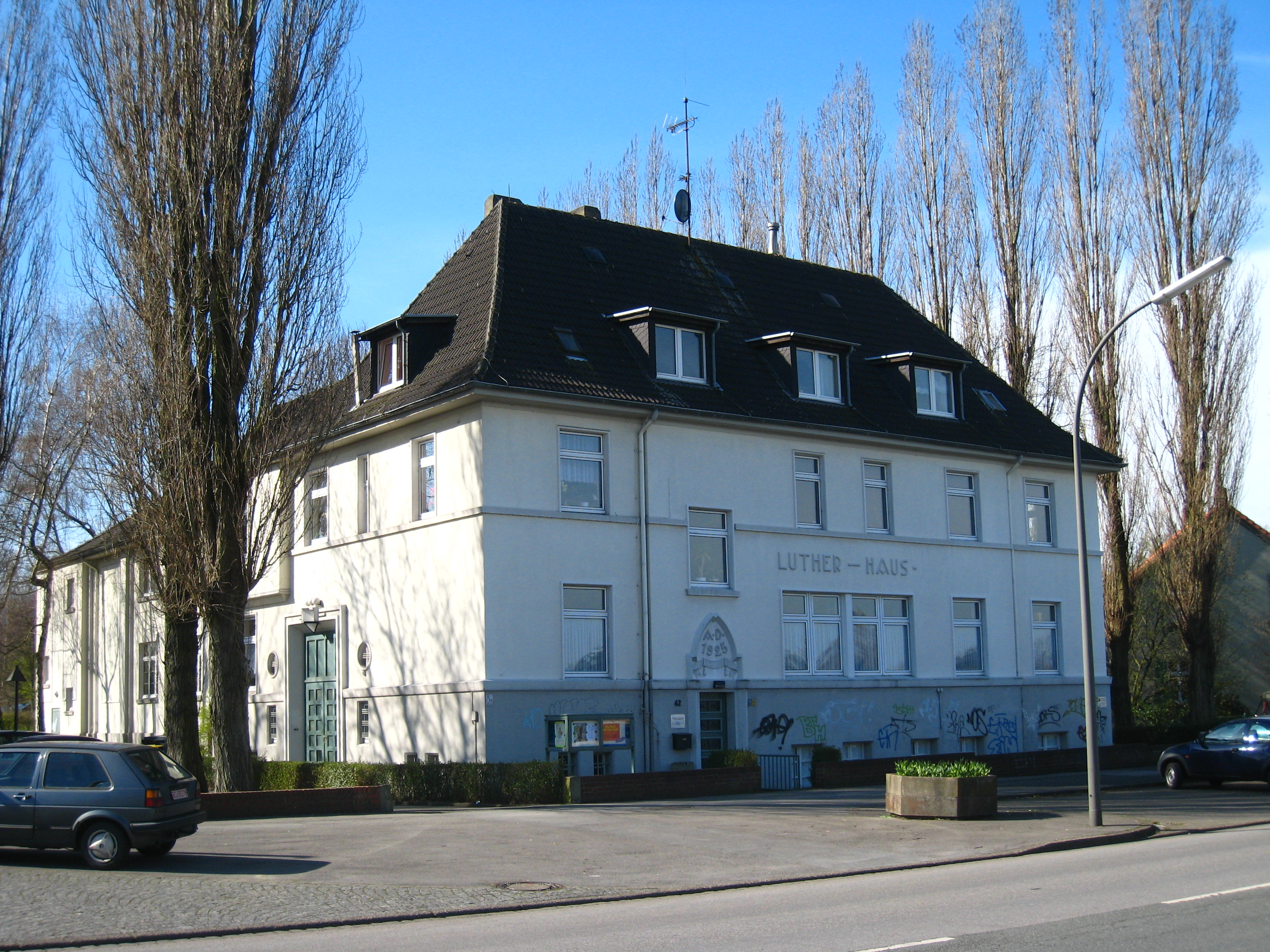
Lutherhaus Derne